# Laxmipur (Pra.Ma.)
Laxmipur (Pra.Ma.) – gaun wikas samiti we wschodniej części Nepalu w strefie Sagarmatha w dystrykcie Siraha. Według nepalskiego spisu powszechnego z 2001 roku liczył on 602 gospodarstw domowych i 3870 mieszkańców (1924 kobiet i 1946 mężczyzn).